# Soca
La soca, o soul calypso, è una forma di musica dance originatasi in Trinidad dalla calypso. Combina il suono cadenzato melodico della calypso con insistenti percussioni (di solito elettroniche). La musica Soca si è evoluta negli ultimi 20 anni essenzialmente da musicisti del Trinidad, Saint Vincent e Grenadine, Barbados, Saint Lucia, Antigua e le Piccole Antille.

## Storia
Il presunto padre della soca fu Lord Shorty (Garfield Blackman), che nel 1963 incidendo "Cloak and Dagger" diede inizio a questo nuovo genere musicale. Sarebbe Lord Kitchener colui che avrebbe dato inizio alla transizione accreditata. Secondo il  Former Manager di Lord Kitchener Errol Peru un pioniere nella promozione del Calypso & Soca Music, " Kitch aveva una capacità per " Kaiso " qualsiasi cosa componeva diventava immediatamente un successo ". Byron Lee & the Dragonaires fecero della soca una moda musicale nelle isole caraibiche, Kevin Lyttle, Machel Montano, Walker e altri nel XXI secolo la fecero riconoscere anche nel mercato americano.
Come la calypso, la soca era usata sia per fare commenti sociali sia per fini umoristici.

## Artisti che hanno avuto maggior successo
Alcuni dei più grandi artisti soca di tutti i tempi sono Shadow, Lord Kitchener, Mighty Sparrow, Krosfyah, Byron Lee & the Dragonaires, e più recentemente artisti come Alison Hinds, Atlantik, Machel Montano, Destra Garcia, KMC, Shurwayne Winchester, Denise Belfon, Bunji Garlin, Mr. Slaughter, Alston Beckett Cyrus, Nicole David, Maximus Dan, Fireman Hooper, Jamesy P, Vertex Band, Bomani,Problem Child, Kevin Lyttle, Alpha, Ninja Dan, Tizzy, Claudette Peter's, El A Kru, Burning Flames, Krosfyah, Rupee.

## Canzoni di successo
Alcune canzoni soca che sono diventate un successo mondiale:
- "Soca Dance" - Raffaella Carrà
- "Hot Hot Hot" - Buster Poindexter (originariamente registrata da Arrow)
- "Follow the leader" - Soca Boys  (originariamente registrata da Nigel and Marvin Lewis), una versione più recente di S.B.S.
- "Who Let the Dogs Out" - Baha Men (originariamente registrata da Anslem Douglas)
- "Sweet Soca Music" - Sugar Daddy
- Turn Me On - Kevin Lyttle
- "Tempted to Touch" - Rupee
- "Nookie" - Jamesy P
- "WET" - Bomani
- "Turn It Around" - Umi Marcano

## Generi collegati
La musica Soca si è evoluta come altri generi musicali nel corso degli anni, sperimentando fusioni con altri ritmi, alcuni esempi sono i seguenti:  
1. Rapso: Combina l'hip-hop con il dialetto dei Caraibi orientali con la melodia calma della calypso e parole forti
2. Chutney-soca: È una fusione di percussioni indiane tradizionali e lo stile del cantare e Calypso;
3. Ragga Soca: Una fusione di Raggamuffin giamaicano e Soca caraibica orientale e la soca originale, che una battuta del calypso accelerata con basso moderato e strumenti elettronici.
4. Parang Soca: Una combinazione di musica Calypso, Soca, e Latino.
5. Steelband-Soca

La soca è stata sperimentata anche in film di Bollywood, Bhangra, e il nuovo pop Punjabi.

## Strumentazione
La musica soca è basata su una solida sezione ritmica fatta con le percussioni, in special modo con la batteria. Il tamburo e le percussioni sono spesso forti in questo genere di musica e sono talvolta l'unico strumento ad accompagnare la voce. Il ritmo della Soca è infatti definito dai veloci battiti delle percussioni. Spesso nella soca moderna è molto frequente l'uso del sintetizzatore poiché molte canzoni comportano una varietà di strumenti non usata spesso nei  Caraibi. Si trovano spesso chitarre elettriche e bassi nella soca e sempre nei gruppi soca che suonano dal vivo. Alcune volte i gruppi live usano strumenti di ottone per lo più nelle grandi feste. 	La tromba è utilizzato come strumento principale nella linea di ottone (la maggior parte delle sezioni soca di ottone contengono almeno 2 trombe). Anche il trombone può essere trovato in una sezione di ottone e spesso agisce come contropartita della tromba che ha lo scopo di aggiungere carattere alla linea di ottone. Occasionalmente ci possono essere sassofoni in una sezione di fiati e suona anche la linea di ottone.